# Enric Calpena i Ollé
Enric Calpena (Barcelona, 3 d'agost del 1960) és un periodista català. Ha treballat com a productor executiu, presentador, director, guionista, realitzador. Actualment dirigeix i presenta el programa de divulgació històrica En guàrdia, a Catalunya Ràdio.

## Trajectòria
Després de llicenciar-se en dret (1981) i en Ciències de la Informació, treballà com a redactor de Cultura i Societat en el Diari de Barcelona. Col·laborà dos anys a la revista El Món portant la secció Homo Ludens. El 1982 va ser nomenat Cap de Premsa del Departament de Comerç i Turisme de la Generalitat de Catalunya. El 1983 va començar a treballar com a redactor per al diari El País i, al cap de poc va rebre una oferta per a col·laborar en un nou mitjà que s'estava gestant (Televisió de Catalunya). Fou un dels primers presentadors del Telenotícies de Televisió de Catalunya. Presenta el Telenotícies vespre del 1984 al 1988. Del 1996 al 1998 dirigeix i presenta el concurs Setciències i el 1999, presenta el programa d'entreteniment Xou com sou. A TVE, és subdirector del programa Un día es un día d'Àngel Casas el 1990 i, el mateix any, dirigeix el concurs Pictionary presentat per Jordi Hurtado. El 2001, presenta a Telecinco el concurs Tiempo límite. Posteriorment va presentar documentals històrics al Canal 33 i sobre la Copa Amèrica a Televisió Valenciana. També ha col·laborat amb Canal Cocina, Televisió de Galícia, Canal Sur (concurs amb Pepe Rubianes).
L'any 2000 va començar com a professor a la Facultat de Comunicació Blanquerna (Universitat Ramon Llull) i va aprofitar per reorientar la seva carrera periodística cap a la divulgació històrica. Des de llavors ha presentat diversos programes relacionats amb la història a diverses cadenes de televisió. També és un col·laborador habitual de la revista Sàpiens.
El novembre de 2023 fou designat membre del consell assessor de la Corporació Catalana de Mitjans Audiovisuals pel Parlament de Catalunya, a proposta conjunta de PSC, ERC, Junts i En Comú Podem.

## Publicacions
- 1997 - El Llibre del Setciències de TV3 : 1000 preguntes i respostes sobre història de Catalunya... (La Magrana)
- 2002 - Connexions : les millors preguntes i respostes (Pòrtic)
- 2003 - Guerres dels catalans (Pòrtic)
- 2007 - Històries de Catalunya (Cossetània)
- 2014 - Memòria de sang (Ediciones B)
- 2015 - Barcelona, una biografia (Destino)
- 2018 - El dia que Barcelona va morir (Rosa dels Vents)
- 2020 - El primer capità (Edicions 62)
- 2023 - En guerra (Edicions 62)